# Ermensee
Ermensee es una comuna suiza del cantón de Lucerna, situada en el distrito de Hochdorf. Limita al noroeste, este y sur con la comuna de Hitzkirch, al noreste con Aesch, al suroeste con Römerswil, y al oeste con Beromünster.

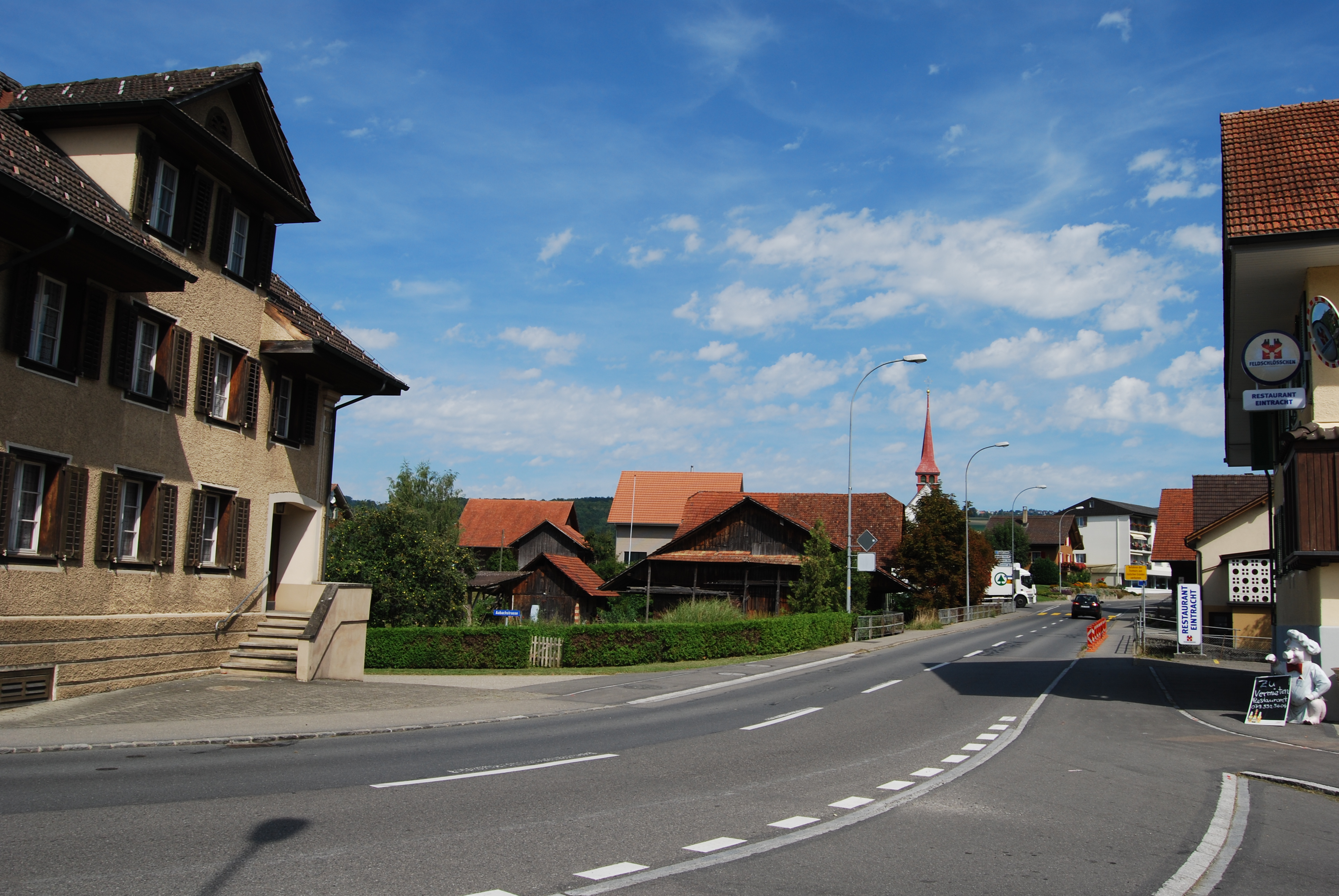
Emmensee